# Nouveau Dictionnaire de biographie alsacienne
Le Nouveau Dictionnaire de biographie alsacienne (NDBA) est le dictionnaire biographique de référence pour les personnalités liées à l'Alsace.
Il a été édité entre 1982 et 2003 par la Fédération des sociétés d'histoire et d'archéologie d'Alsace (FSHAA) sous la direction de Charles Baechler et Jean-Pierre Kintz. Le projet et sa gestion administrative ont été coordonnés et supervisés d'abord par Bernard Vogler, puis par Jean-Pierre Kintz.

## Description
Il comprend 42 fascicules, de A à Z, auxquels s'ajoutent six fascicules de suppléments et un index général publié en 2007. Ils peuvent ou non être réunis dans 10 écrins.
Sur 5 316 pages il réunit plus de 14 000 notices de personnalités.

## Auteurs
Les notices sont rédigées par plus de 1 500 auteurs, dont une quarantaine de rédacteurs réguliers bénévoles. Parmi les contributeurs figurent de nombreuses personnalités, telles que Georges Bischoff, Adrien Finck, François Igersheim, Alphonse Irjud, Marc Lienhard, Georges Livet, Claude Muller, Raymond Oberlé, Freddy Raphaël, Francis Rapp, Roland Recht, Jean Rott, Louis Schlaefli, Léon Strauss, Bernard Vogler ou Robert Weyl.

## Ligne éditoriale
La doctrine de la publication a été rappelée dans la Revue d'Alsace en 1982.
Dans le choix des personnes retenues, la commission a recherché un certain équilibre entre les divers domaines d'activité. Parmi les personnalités vivantes n'ont été prises en compte que celles qui ont eu des responsabilités importantes 20 ans au moins avant la rédaction des notices.

## Diffusion
Le NDBA est devenu un outil de référence pour les chercheurs en France et à l’étranger, principalement dans les espaces de langue germanique et le monde anglo-saxon. Grâce notamment au soutien des collectivités territoriales, il a été largement diffusé dans les bibliothèques des établissements d’enseignement.

## Numérisation
La numérisation de la totalité des articles est envisagée, mais d'ores et déjà les nouvelles notices sont mises en ligne directement sur le site NetDBA, où l'index de tous les noms peut être consulté. À la date du 28 juin 2018, plus de 2 700 notices étaient en libre accès.